# مارغريت أوليفانت
مارغريت أوليفانت (بالإنجليزية: Margaret Oliphant)‏ (4 أبريل 1828 في المملكة المتحدة - 25 يونيو 1897، لندن في المملكة المتحدة)؛ كاتِبة، مؤرخة وروائية بريطانية.

## معرض صور

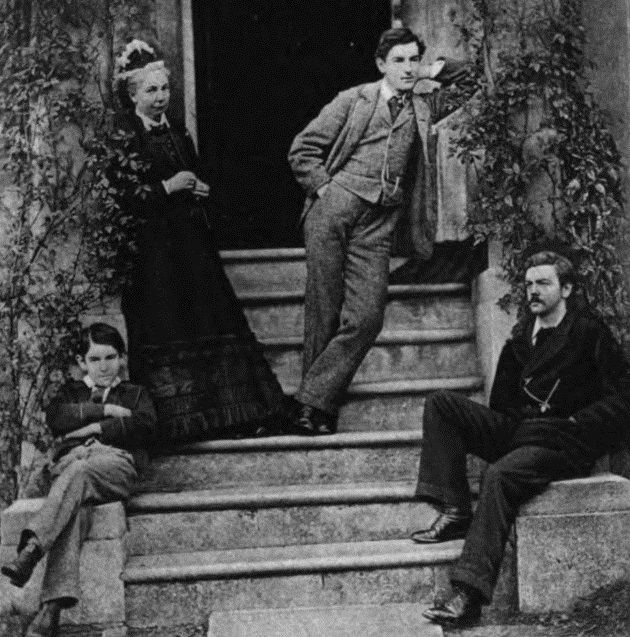
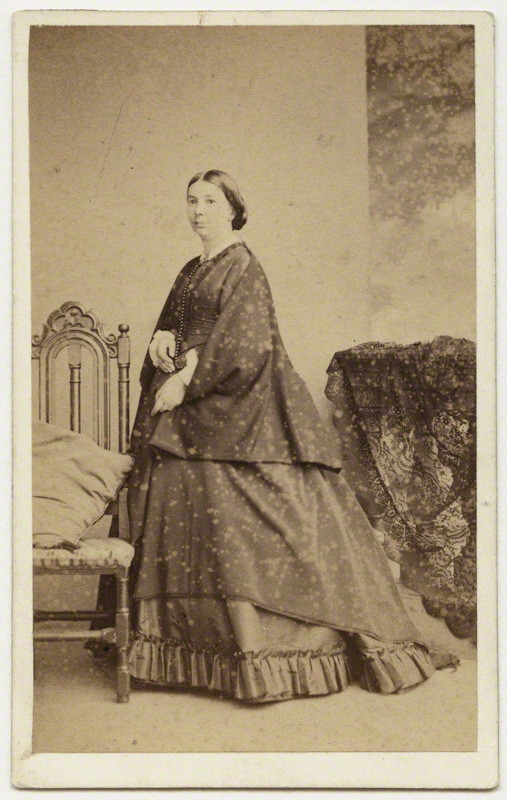
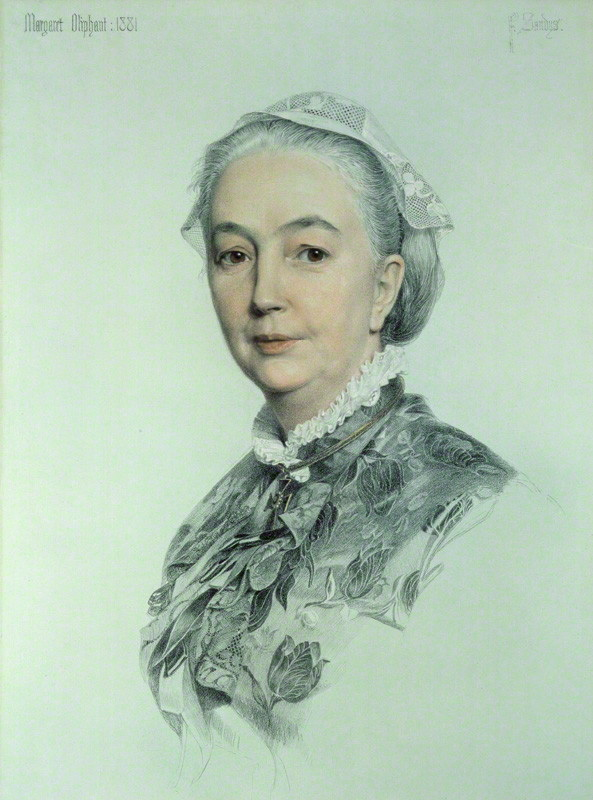
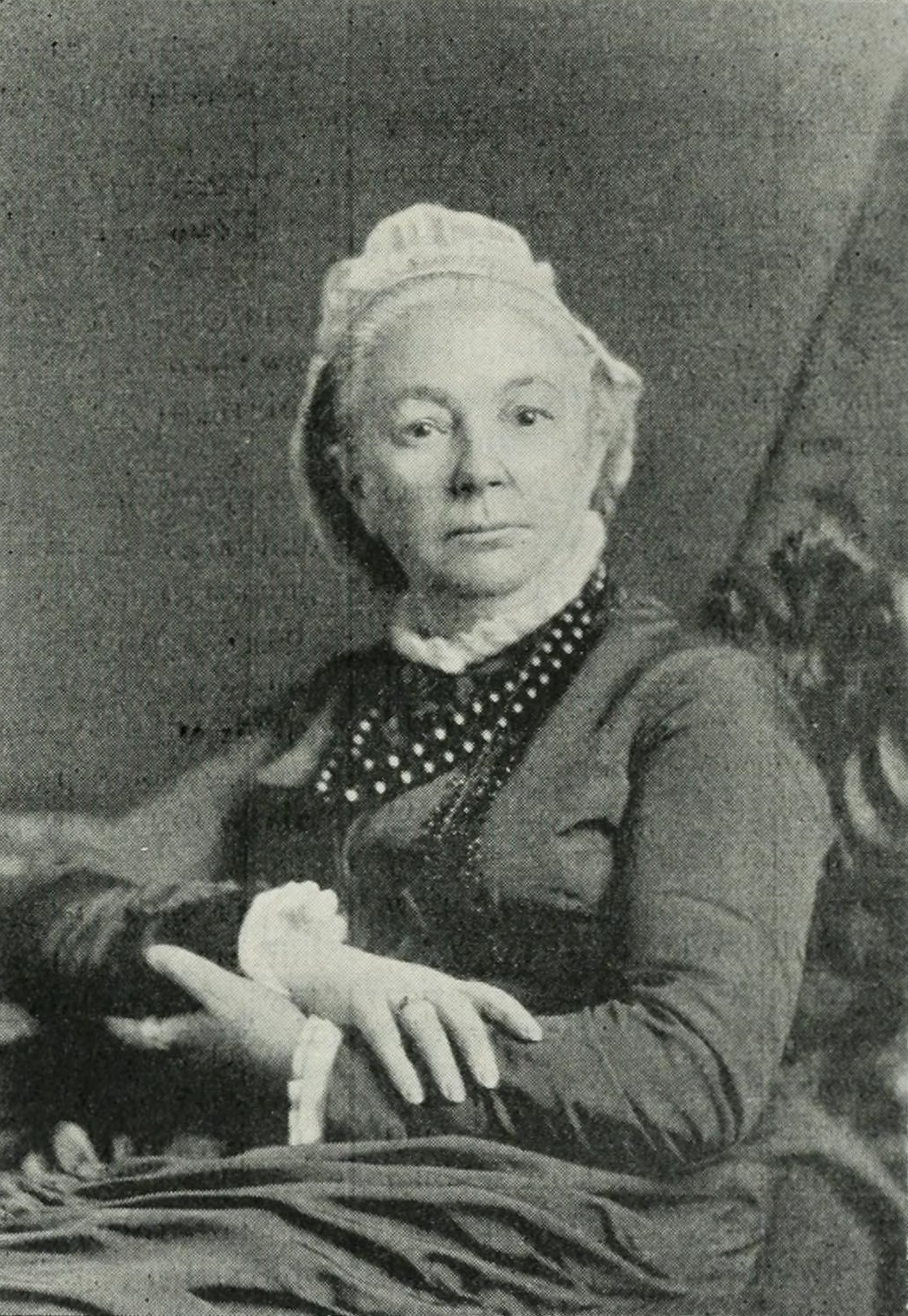

## روابط خارجية
- مارغريت أوليفانت على موقع الموسوعة البريطانية (الإنجليزية)
- مارغريت أوليفانت على موقع إن إن دي بي (الإنجليزية)